# Jean Rolland (écrivain)
Pour les articles homonymes, voir Jean Rolland et Rolland.
Jean Rolland, né le 9 janvier 1927 dans le 12e arrondissement de Paris et mort le 24 janvier 2015 à Corbeil-Essonnes, est un écrivain et parolier français, auteur de chansons et d'ouvrages pour la jeunesse.

## Sa vie
Jean Rolland est né à Paris le 9 janvier 1927. Il est scout de France à la 3e Saint-Maur en 1939. Durant ses études, il écrit des nouvelles et suit des cours d'art dramatique au conservatoire de Lyon en compagnie d'André Falcon. Tandis qu’il est étudiant à la faculté de pharmacie de Paris, avenue de l’Observatoire, il entre à la SACEM en 1950. Devenu pharmacien à Ballancourt-sur-Essonne, il commence, dans les années 1950, par composer des chansons, dont certaines sont interprétées par Tino Rossi ou les Petits chanteurs à la Croix de bois.
À l'occasion du Bicentenaire de la Révolution, il écrit un roman ayant pour cadre la Révolution française : c'est le premier Florian, qui obtient le prix Korrigan en 1990. Jean Rolland a publié une quinzaine de livres pour adolescents, deux bandes dessinées dans la série Les Aventures de Vick et Vicky et des recueils de chansons.
Il a été membre de l’Association des Écrivains de l'Ouest, Membre de la Société des Auteurs et Créateurs de Normandie, et Sociétaire de l’Association des Écrivains Catholiques.
Il obtient le Prix Saint-Exupéry en 2000 pour Le Petit Molière (Téqui, 1999) et le Prix Claude Santelli en 2002 pour sa biographie Monseigneur Maillet et les Petits Chanteurs à la Croix de Bois (Éd. du Cerf, 2001).

## Son œuvre

### Œuvre musicale
Il a signé des chants radieux, des chansons scoutes, des chansons de la mer, des chants radieux, des chants à la Vierge, des chants nuptiaux et des chants profanes.
Trois ans de suite, il est finaliste au grand prix de la chanson de Deauville. Tino Rossi enregistre sa chanson Sur la mer une voile (musique de Daniel White) en 1951. Pour les Petits chanteurs à la Croix de bois, il signe six titres à leur discographie. Parmi les autres interprètes de ses chansons figurent John Littleton et les Pueri Cantores. Il collabore avec des compositeurs comme Daniel White, Jean Langlais, André Popp, Billy Nencioli, Yves Perrault, Jérôme Lemonnier, François Rauber, Max Gazzola, Saint-Preux, François de La Rochefoucauld...
En 1968, il écrit la chanson Le Clocher de Saint-Malo, sur une musique de Daniel White, pour les Petits Chanteurs à la Croix de Bois.
Quatre fois, il a représenté la France au Zecchino d'Oro de Bologne, le grand prix international de la chanson pour enfants organisé par l'Antoniano, avec :
- À Paris au printemps (en 1993),
- Quand une chanson s'envole (en 1997, musique de Daniel et Claudie White)[4],
- Que c'est bon l'été (en 2000, musique de Jérôme Lemonnier)[5],
- Quelle joie de chanter pour toi (en 2004, musique de Daniel White).

### Œuvres de fiction
Romans
En 1988, Jean Rolland profite de sa retraite pour écrire Le Bain des pages. Il décrit la Révolution française vue par les pages de Louis XVI et de Marie-Antoinette. Ce roman est récompensé par le Prix Korrigan en 1990. Il signe 5 titres en tout : Florian et les princes (1990), Une mission pour Florian (1991), Florian et le San Carlo (1993), Florian à Saint-Pétersbourg (1994).
En 1995, il publie Le Voyage de Franz Stauber, récit maritime véridique dont l'action se déroule en 1937. En 1996, il fait paraître aux éditions Clovis Clair Soleil, un roman scout qui se passe sur la Côte d'Azur. En 1997, il publie Le Mousse du Santa Rosa, histoire véridique d'un mousse de treize ans qui s'embarque en 1909 à Valparaiso à bord d'un grand voilier pour aller livrer du salpêtre en Océanie.
En 1999, il publie aux éditions Téqui Le Petit Molière, vie romancée de Michel Baron, élève favori et fils spirituel de Molière. Le livre reçoit le Prix Saint-Exupéry 2000.
Bandes dessinées
Bruno Bertin rencontre en 1994 Jean Rolland au salon du livre Étonnants voyageurs à Saint-Malo et lui demande d’écrire un conte de Noël avec ses personnages Vick et Vicky. Une bande dessinée de huit planches en noir et blanc sera réalisée : Les Neuf oranges. En 2003, pour les 10 ans de la série, Bruno Bertin fait paraître l'album Petites histoires de Noël qui contient cette histoire jamais publiée.
Jean Rolland écrit ensuite les scénarios de deux bandes dessinées illustrées par Bruno Bertin et mettant en scène la patrouille scoute des Élans : Le Trésor des Chevrets (1995) et Le Mystère du Baron de Lorcy (1996), aux Éditions P'tit Louis. Il s'agit des deux premières aventures de Vick et Vicky.
Jean Rolland avait écrit un 3e scénario qui se passe à l'île aux Moines. Mais Bruno Bertin ne l'a pas validé, ce qui mit fin à leur collaboration. Jean Rolland a réutilisé son scénario dans le roman Le Mystère de l'île aux Moines (Éd. Anthinéa, 1999), qui met en scène la patrouille scoute des Castors. On retrouve la même patrouille dans une suite : Les Mousquetaires du Prado (Téqui, 2003). Bruno Bertin sortira seul en 1997 le 3e tome des aventures de Vick et Vicky : Les Disparus de l'île aux Moines. La patrouille des scouts ne s'appelle plus les Élans mais les Loups blancs.
En 2014, Bruno Bertin réédite, en retravaillant entièrement les dessins, Le Trésor des Chevrets. Pour célébrer les 25 ans de la naissance de Vick et Vicky en 2019, Bruno Bertin réédite Le Mystère du baron de Lorcy (en retravaillant là aussi les dessins).

### Recueils de chansons
- Les Chansons de marins. Rennes : Ouest France, 1977, 69 p.  (ISBN 2-85882-030-9). Nouvelle édition plus complète : Les Chansons de marins : d'eau douce et d'eau salée / ill. Pierre Joubert. Sens : Delahaye, septembre 2008, 90 p.  (ISBN 978-2-35047-055-9)
- Les Chants de Noël / ill. Manon Iessel. Rennes : Ouest France, 1979
- La France en chansons / ill. Pierre Joubert. Rennes : Ouest France, 1983, 48 p.  (ISBN 2-85882-576-9)
- Chansons de France / ill. Pierre Joubert. Sens : Delahaye, mai 2011, 78 p.  (ISBN 978-2-35047-068-9)
- Douze chants de Noël / ill. Pierre Joubert. Paris : Téqui.

### Documents
- Les Petits chanteurs à la croix de bois / Jean Rolland ; photographies Hervé Champollion, Jean-Paul Gisserot. Rennes : Ouest-France, coll. "Guides-couleurs", 1981, 32 p.  (ISBN 2-85882-381-2)
- Le petit Molière ou La naissance à la gloire d'un jeune prodige du théâtre, Michel Baron / Jean Rolland ; préf. de Jacques de Bourbon Busset ; ill. Xavier Christin. Paris : Téqui, 1999, 198 p.  (ISBN 2-7403-0669-5)
- Monseigneur Maillet et les Petits Chanteurs à la Croix de Bois / Jean Rolland ; préf. Jean-François Duchamp. Paris : les Éd. du Cerf, coll. "L'histoire à vif", 2001, 150 p.-[16] p. de pl.  (ISBN 2-204-06816-0). Prix Claude Santelli 2002.
- L'Histoire des Petits chanteurs à la Croix de bois : 1907 édition du centenaire 2007 / Jean Rolland ; préf. Alain Babaud. Éd. anniversaire, éd. du centenaire 1907-2007, Tirage limité. Paris : Rym musique, 2006, 141 p.  (ISBN 2-915672-10-5)

### Romans
- Le Voyage de Franz Stauber / Jean Rolland ; ill. Jean-Christophe Defline. Paris : Téqui, mars 1995, 186 p.  (ISBN 2-7403-0254-1)
- Coup de théâtre. Le Faouët : Liv'éditions, coll. "Létavia jeunesse" n° 7, 1997, 222 p.  (ISBN 2-910781-34-8)
- Le Mousse du Santa Rosa / Jean Rolland ; ill. Françoise Pichard. Étampes : Clovis, coll. "Le lys d'or", 1997, 196 p.  (ISBN 2-912642-02-7). Rééd. Paris : Téqui, mars 2009, 143 p.  (ISBN 978-2-7403-1499-9)
- Ah ! Quelle tournée / Jean Rolland ; ill. Loïc Porcher. Paris : Téqui, 2000, 179 p.  (ISBN 2-7403-0816-7)
- Alexis, prince des neiges / Jean Rolland ; ill. Xavier Christin. Paris : Téqui ; Château-Landon : Carrick, coll. "Défi" n° 9, 2000, 174 p.  (ISBN 2-7403-0756-X)
- Place au théâtre / Jean Rolland ; ill. Xavier Christin. Paris : Téqui, 2005, 223 p.  (ISBN 2-7403-1233-4)
- Un étonnant voyage / Jean Rolland ; préf. François Bluche ; ill. Xavier Christin. Paris : Téqui, 2004, 236 p.  (ISBN 2-7403-1108-7)

Série "Florian de Fonvillette, page du roi Louis XVI"
1. Le Bain des pages / Jean Rolland ; ill. Jean-Christophe Defline. Paris : Téqui, 1989, 132 p.  (ISBN 2-85244-940-4)
2. Florian et les princes / Jean Rolland ; ill. Jean-Christophe Defline. Paris : Téqui, 1990, 227 p.  (ISBN 2-7403-0017-4)
3. Une Mission pour Florian / Jean Rolland ; ill. Jean-Christophe Defline ; préf. Jean-Louis Foncine. Paris : Téqui, 1992, 196 p.  (ISBN 2-7403-0063-8)
4. Florian et le San Carlo / Jean Rolland ; ill. Jean-Christophe Defline. Paris : Téqui, 1993, 196 p.  (ISBN 2-7403-0110-3)
5. Florian à Saint-Pétersbourg / Jean Rolland ; ill. Jean-Christophe Defline. Paris : Téqui, 1994, 210 p.  (ISBN 2-7403-0172-3)

Série "La Patrouille des Castors"
1. Clair Soleil / Jean Rolland ; ill. Cruss. Bitche : Clovis, coll. "Le Lys d'or", 1996, 251 p.  (ISBN 2-903122-82-2). Rééd. Paris : Pierre Téqui, coll. « Défi » n° 27, 07/2008, 177 p.  (ISBN 978-2-7403-1441-8)
2. Le Mystère de l'Île aux Moines / Jean Rolland ; ill. Loïc Porcher. Toulon : Éd. Anthinéa, 1999, 107 p.  (ISBN 2-913443-05-2). Rééd. Paris : Téqui, 2002, 107 p.  (ISBN 2-7403-0957-0)
3. Les Mousquetaires du Prado / Jean Rolland ; ill. Loïc Porcher. Paris : Téqui, 2003, 205 p.  (ISBN 2-7403-1039-0)
4. Drame au "Prince-de-Galles" / Jean Rolland ; ill. Loïc Porcher. Paris : Pierre Téqui, 06/2007, 177 p.  (ISBN 978-2-7403-1334-3)

### Bandes dessinées
Série "Les Aventures de Vick et Vicky"'
- Le Trésor des Chevrets / scénario Jean Rolland ; dessin Bruno Bertin.
  - Rennes : Éd. P'tit Louis, 10/1995, 45 p.  (ISBN 2-9507164-2-3). Réimpr. 10/1998, 09/2000, 06/2004.
  - Rennes : Éd. P'tit Louis, 10/2014, 43-[3] p.  (ISBN 978-2-914721-92-9). NB : album redessiné à l'occasion des 20 ans de la naissance de Vick et Vicky.
  - Rennes : Éd. P'tit Louis, 10/2014, 45 p.  (ISBN 978-2-914721-92-9). Tirage de luxe, dos toilé rouge limité à 2000 exemplaires.
- Le Mystère du baron de Lorcy / scénario Jean Rolland ; dessin Bruno Bertin.
  - Rennes : Éd. P'tit Louis, 10/1996, 45 p.  (ISBN 2-9507164-3-1). Réimpr. 09/2000.
  - Rennes : Éd. P'tit Louis, 09/2019, 45 p.  (ISBN 978-2-37373-063-0). NB : album redessiné à l'occasion des 25 ans de la naissance de Vick et Vicky.
  - Rennes : Éd. P'tit Louis, 09/2019, 45 p.  (ISBN 978-2-37373-077-7). Tirage de luxe, dos toilé jaune limité à 2000 exemplaires.
- Vick et Vicky et les neuf oranges, dans Petites histoires de Noël / collectif.
  - Rennes : Éd. P'tit Louis, octobre 2003, 37 p.  (ISBN 2-914721-08-0)

### Textes brefs
- Madame 33 (nouvelle), dans Almanach Ouest France 1994. Rennes : Ouest France, 10/1993, p. 103-104.  (ISBN 2-7373-1331-7)
- Le chagrin de l'escargot (poème), dans Almanach Ouest France 1995. Rennes : Ouest France, 10/1994, p. 311.  (ISBN 2-7373-1663-4)